# Sant Julià de Cerdanyola
Sant Julià de Cerdanyola település Spanyolországban, Barcelona tartományban. Lakosainak száma 232 fő (2024).

## Földrajza
Sant Julià de Cerdanyola Guardiola de Berguedà, La Pobla de Lillet, Castell de l’Areny és La Nou de Berguedà községekkel határos.

## Népesség
A település lakosságának változását az alábbi diagram mutatja:
| Lakosok száma | 228  | 260  | 259  | 273  | 263  | 239  | 251  | 228  | 235  | 232  |
|               | 2001 | 2004 | 2006 | 2009 | 2011 | 2014 | 2016 | 2019 | 2021 | 2024 |